# Сидоровская (Красноборский район)
Сидоровская — деревня в Красноборском районе Архангельской области. Входит в состав Белослудского сельского поселения.

## География
Находится в юго-восточной части Архангельской области на расстоянии приблизительно 9 км на запад по прямой от административного центра поселения деревни Большая Слудка.

## История
В 1859 году здесь (деревня Сольвычегодского уезда Вологодской губернии) было учтено 15 дворов.

## Население
Численность населения: 57 человек (1859 год), 5 в 2002 году, 0 в 2010.